# Талышинский, Мир Фуад-Хан Гасан оглы

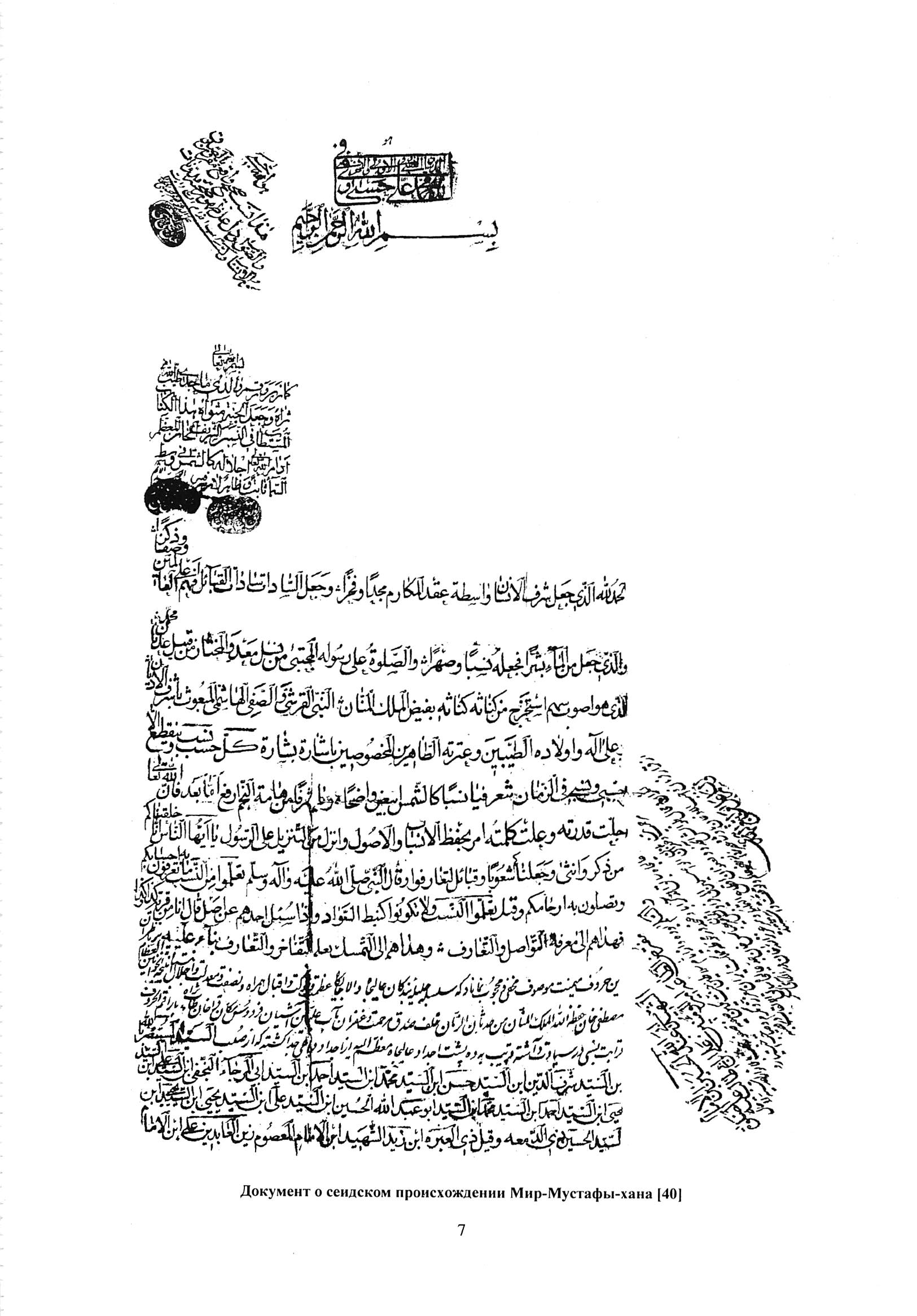
Фирман шаха Аббаса II о сейидском происхождении Сейид Аббас-хана Ардебильского

Мир Фуад-Хан Талышинский (азерб. Fuad-Xan Talışinski Məmmədhəsən oğlu; 1 января 1896—1943) — азербайджанский и советский военный деятель, полковник.

## Биография
Родился 1 января 1896 года в Тифлисе. Сейид. Из рода талышских ханов, 7 колено от Сейид Аббас-хана Ардебильского. Правнук генерал-лейтенанта Мир-Мустафы-Хана Талышинского. Сын подполковника Мир Мамед-Гасан-Хана Талышинского. В 1904 году поступил в Тифлисский кадетский корпус, который с отличием окончил в 1911 году. Был одноклассником Джамшида Джафаркули оглы Нахичеванского. После героической гибели отца 24 сентября 1914 года в бою с австро-венгерскими войсками, опекуном Мир Фуад-Хана Талышинского был назначен его дядя, генерал-майор Мир Кязым-бек Талышханов.
Военную службу начал 4 сентября 1916 года юнкером рядового звания Елисаветградского кавалерийского училища. По окончании ускоренного 4-х месячного курса по 1-му разряду, был выпущен 25 декабря 1916 года прапорщиком в запасную сотню Татарского (Азербайджанского) конного полка Кавказской туземной конной дивизии, более известной как «Дикая дивизия», которая была сформирована из добровольцев мусульман, уроженцев Кавказа и Закавказья. 1 августа 1917 года Мир Фуад-Хан Талышинский был переведён в 3-й конный Лезгинский полк Отдельного Азербайджанского корпуса. 29 октября 1917 года был произведён в подпоручики.
В 1918 году подпоручик 3-го конного Лезгинского полка бывшего Отдельного Азербайджанского корпуса, вошедшего в состав Кавказской исламской армии.
После расформирования Кавказской исламской армии в ноябре 1918 года, продолжил службу в составе вооруженных сил Азербайджанской Демократической Республики. На 8 февраля 1919 года — штабс-ротмистр. С января 1920 года — адъютант 1-го пехотного Джеванширского полка (командир Самед бек Рафибеков). 21 марта того же года приказом правительства, числящийся по кавалерии штабс-ротмистр 1-го пехотного Джеванширского полка Мир Фуад хан Талышинский за боевое отличие был произведён в ротмистры со старшинством с 6 ноября 1919 года. С марта по апрель 1920 года — адъютант начальника гарнизона города Гянджи, командира 1-й пехотной дивизии генерал-майора Джавад-бека Шихлинского. После подавления антисоветского мятежа в Гяндже, практически все офицеры азербайджанской национальной армии были арестованы, в их числе был и ротмистр Мир Фуад-Хан Талышинский. После ареста содержался в концлагере на острове Нарген, однако вскоре был освобождён и назначен начальником команды контрразведчиков Первого Азербайджанского рабоче-крестьянского стрелкового полка.

## Служба в Красной Армии
После установления Советской власти, служил на различных командных должностях в Азербайджанской Красной армии. Дослужился до звания полковника. 1 июня 1920 года — начальник команды контрразведчиков Первого Азербайджанского рабоче-крестьянского стрелкового полка. 1 июля 1920 года — заведующий разведкой Первого Азербайджанского рабоче-крестьянского стрелкового полка. 6 декабря 1920 года — помощник военного руководителя Гянджинского уездного военкомата. 14 апреля 1921 года — временный командующий дивизионом. 17 сентября 1921 года — помощник начальника школы специального флота АССР. 18 декабря 1921 года — начальник сводной военной командной школы и комиссар учебной бригады Бухарской народной советской республики. 5 февраля 1922 года — начальник сводных военных командных курсов Красной армии Бухарской народной советской республики. 4 марта 1924 года — начальник штаба второго полка Азербайджанской стрелковой дивизии Кавказской Краснознаменной армии. В 1930 году — инструктор военной подготовки в военной инспекции города Гянджа.

## Репрессии
В 1931 году, работая инструктором военной подготовки в военной инспекции города Гянджа, полковник Мир Фуад-Хан Талышинский был арестован в рамках дела «Азербайджанского национального центра». После ареста содержался в корпусе № 1 Баиловской тюрьмы. Виновным себя не признал. 30 сентября 1931 года, коллегией АзГПУ был осужден к высшей мере наказания и переведён в корпус № 5 (для смертников). О приговоре стало известно члену президиума ВСНХ СССР Петру Баранову, который был знаком с Мир Фуад-Ханом Талышинским со времён работы Баранова в Среднеазиатском бюро ЦК ВКП(б). Баранов написал письмо Лаврентию Берии, и после вмешательства Берии, ЗакГПУ, 8 февраля 1932 года смягчила приговор до 5 лет концентрационных лагерей. После отбытия срока, вернулся в Кировабад. Самостоятельно изучив бухгалтерию, устроился главным бухгалтером в Кировабадский плодоовощной трест, где проработал три года. В 1941 году был снова арестован по обвинению в связях с противниками Советской власти. После приговора отбывал срок в Новокуйбышевске (с 1941 года). Умер в местах лишения свободы, ориентировочно в 1943 году.

## Награды
- Почетный Пролетарский Нагрудный Знак АзССР (Решение Азербайджанского ревкома от 24 августа 1920 года)
- Орден Красного Знамени АзССР (Приказ АзРевкома от 4 ноября 1921 года)
- Нагрудный знак «За борьбу с басмачеством» Бухарской НСР
- Наградная шашка «За беспощадную борьбу с басмачеством»
- Медаль «Защитнику Революции» Бухарской НСР
- Орден Красной Звезды второй степени Бухарской НСР (Постановление БухЦИК № 110 от 24 сентября 1923 года)

## Семья
- Супруга — Людмила Васильевна Никольская, дочь старшего врача военного лазарета в Елизаветполе, участника русско-японской войны, доктора медицинских наук Василия Матвеевича Никольского (1872—1914),

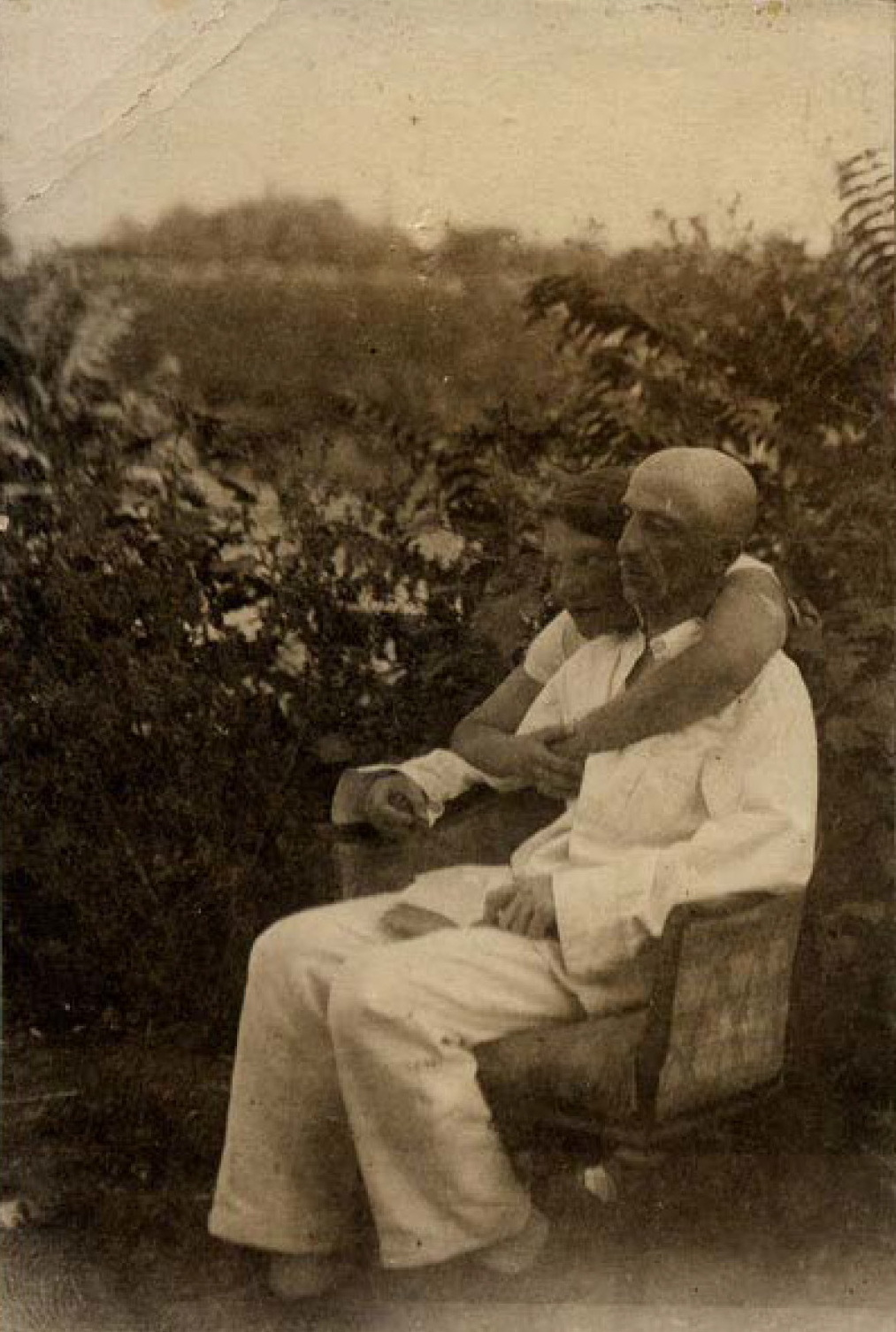
Мир Фуад-Хан Гасан оглы Талышинский с супругой Людмилой Васильевной Никольской, Кировабад 1935 год

- Мир Фуад-Хан Гасан оглы Талышинский с супругой Людмилой Васильевной Никольской, Кировабад 1935 годСын — Талышинский Гасан Фуад Оглы (14 июня 1920 года, Гянджа — 6 мая 2020 года, Баку), участник Великой Отечественной войны, служил в кавалерии, некоторое время был телохранителем маршала Буденного. Сражался в Сталинграде, на Курской дуге. Дважды был тяжело ранен, перенёс две контузии. С фронта вернулся инвалидом второй степени.